# Giro de Lombardía 2006
El Giro de Lombardía 2006, la 100.ª edición de esta clásica ciclista, se disputó el sábado 14 de octubre de 2006, con un recorrido de 256 km entre Mendrisio y Como. Paolo Bettini se llevó por segunda ocasión consecutiva la clásica lombarda pocos días después de la muerte de su hermano en un accidente de coche. Samuel Sánchez (Euskaltel-Euskadi) y Fabian Wegmann (Gerolsteiner) le acompañaron en el podio.

## Clasificación final
| Posición | Ciclista        | Equipo                    | Tiempo    |
| -------- | --------------- | ------------------------- | --------- |
| 1        | Paolo Bettini   | Quick Step-Innergetic     | 6h 08'06" |
| 2        | Samuel Sánchez  | Euskaltel-Euskadi         | + 8"      |
| 3        | Fabian Wegmann  | Gerolsteiner              | m. t.     |
| 4        | Cristian Moreni | Cofidis                   | + 14"     |
| 5        | Davide Rebellin | Gerolsteiner              | + 46"     |
| 6        | Matteo Carrara  | Lampre-Fondital           | m. t.     |
| 7        | Fränk Schleck   | Team CSC                  | m. t.     |
| 8        | Michael Boogerd | Rabobank                  | + 48"     |
| 9        | Danilo Di Luca  | Liquigas                  | + 2'32"   |
| 10       | Andrea Pagoto   | Ceramica Panaria-Navigare | + 3'53"   |